# La Sorcière (film, 1925)
Pour les articles homonymes, voir La Sorcière et Mystic.
Pour plus de détails, voir Fiche technique et Distribution.
La Sorcière (The Mystic) est un film muet américain réalisé par Tod Browning, sorti en 1925.

## Synopsis
Michael Nash est le tuteur de la jeune Doris Merrick, une riche héritière. Il complote pour détourner cette fortune à son profit, aidé par la bohémienne Zara et un ex-soldat sudiste, Zazarack.

## Fiche technique
- Titre : La Sorcière
- Titre original : The Mystic
- Réalisateur : Tod Browning
- Scénario : Waldemar Young (adaptation), d'après une histoire de Tod Browning
- Photographie : Ira Morgan
- Montage : Frank Sullivan (non crédité)
- Directeurs artistiques : Cedric Gibbons et Hervey Libbert
- Costumes : André-Ani et Erté (robes d'Aileen Pringle) (non crédités)
- Producteurs : Louis B. Mayer et Irving Thalberg, pour la Metro-Goldwyn-Mayer
- Genre : Film dramatique
- Film muet - Noir et blanc - 70 min
- Dates de sortie : 
  - États-Unis 27 septembre 1925

## Distribution
- Aileen Pringle : Zara
- Conway Tearle : Michael Nash
- Mitchell Lewis : Zazarack
- Robert Ober : Anton
- Stanton Heck : Carlo
- David Torrence : James Bradshaw
- Gladys Hulette : Doris Merrick
- DeWitt Jennings : Le chef de la police